# Dmitrij Tsvjetajev
Dmitrij Vladimirovitj Tsvjetajev (ryska: Дмитрий Владимирович Цветаев), född 1852, död 1920, var en rysk historiker.
Tsvjetajev blev 1887 professor i rysk historia vid universitetet i Warszawa och dokumenterade sig som en flitig forskare på det kyrko- och kulturhistoriska området. Till hans förnämsta skrifter räknas Iz istorii inostrannych ispovjedanij v Rossii (Utländska trosbekännelsers historia i Ryssland; 1886), K istorii kultury v Rossii (1890), Protestantstvo i protestanty v Rossii (1890) och Prvyja njemetskyja sjkoly v Moskvě.